# ان‌جی‌سی ۷۶۰۰
ان‌جی‌سی ۷۶۰۰ (انگلیسی: NGC 7600) نام یک کهکشان در صورت فلکی دلو است.